# Geostachys secunda
Geostachys secunda là một loài thực vật có hoa trong họ Gừng. Loài này được (Baker) Ridl. mô tả khoa học đầu tiên năm 1898.